# 諫早市立有喜中学校
諫早市立有喜中学校（いさはやしりつ うきちゅうがっこう）は、長崎県諫早市有喜町にある公立中学校。

## 概要
歴史
1947年（昭和22年）の学制改革により発足した新制中学校。
校訓
「自主・友愛・創造」
校章
波の絵を背景にして、丸みをつけた「ウ」の文字を上に、「キ」の文字を下にして「中」の文字を囲んでいる。
校歌
校区
諫早市松里町、有喜町、早見町、天神町、中通町、鶴田町。小学校区は諫早市立有喜小学校。

## 沿革
- 1947年（昭和22年）4月1日 - 学制改革（六・三制の実施）が行われる。
  - 国民学校の初等科が改組され、「諫早市立有喜小学校」となる。
  - 国民学校の高等科が改組され、新制中学校「諫早市立有喜中学校」が発足。当初小学校に併設される。

## アクセス
最寄りのバス停
- 長崎県営バス うき福祉村前バス停

最寄りの幹線道路
- 国道251号
- 長崎県道55号有喜本諫早停車場線
- 長崎県道124号大里森山肥前長田停車場線

## 周辺
- 諫早市役所有喜出張所
- 諫早市立有喜小学校
- 有喜保育園
- 有喜郵便局
- 権現神社
- 西仙寺

## 関連事項
- 長崎県中学校一覧